# Cộng hòa Dân chủ Nhân dân Yemen
Cộng hòa Dân chủ Nhân dân Yemen (tiếng Ả Rập: جمهورية اليَمَنْ الديمُقراطية الشَعْبِيّة, Gumhūrīyyat al-Yaman ad-Dīmuqrāţīyyah ash-Sha'bīyyah), hay còn gọi là Nam Yemen, Yemen Aden là một nước cộng hòa xã hội chủ nghĩa thành lập năm 1967  duy nhất ở Tây Á. Cộng hòa Dân chủ nhân dân Yemen được thành lập ở Nam Yemen đối ngược lại với Cộng hòa Ả Rập Yemen ở Bắc Yemen. Ngày 22 tháng 5 năm 1990, Cộng hòa Dân chủ Nhân dân Yemen tái thống nhất với Cộng hòa Ả Rập Yemen thành Cộng hòa Yemen.
Nguồn gốc của Nam Yemen có thể bắt nguồn từ năm 1874 với việc thành lập Thuộc địa Aden của Anh và Cơ quan bảo hộ Aden, bao gồm 2/3 dân số Yemen ngày nay.  Tuy nhiên, Aden đã trở thành một tỉnh của Ấn Độ thuộc Anh vào năm 1937. Sau khi chính quyền Bảo hộ Aden sụp đổ, tình trạng khẩn cấp được ban bố vào năm 1963, khi Mặt trận Giải phóng Quốc gia (NLF) và Mặt trận Giải phóng Nam Yemen (FLOSY) nổi dậy.  chống lại sự cai trị của người Anh.
Liên bang Nam Ả Rập và Cộng hòa Bảo hộ Nam Ả Rập sáp nhập để trở thành Cộng hòa Nhân dân Yemen vào ngày 30 tháng 11 năm 1967 và sau đó đổi tên thành Cộng hòa Dân chủ Nhân dân Yemen.  Nó trở thành một nhà nước độc đảng theo chủ nghĩa Mác-Lênin vào năm 1969 và được sự ủng hộ của Cuba, Đông Đức và Liên Xô.  Đây là nhà nước cộng sản duy nhất được thành lập trong thế giới Ả Rập. Bất chấp những nỗ lực mang lại sự ổn định cho khu vực, nó đã tham gia vào một cuộc nội chiến ngắn vào năm 1986. Với sự sụp đổ của chủ nghĩa cộng sản, Nam Yemen được thống nhất với Cộng hòa Ả Rập Yemen, thường được gọi là "Bắc Yemen", vào ngày 22 tháng 5 năm 1990.  tạo thành Cộng hòa Yemen ngày nay.  Tuy nhiên, sau ba năm, một cuộc khủng hoảng chính trị đã phát sinh giữa Đảng Xã hội Yemen của miền Nam với Đại hội đại biểu nhân dân và Al-Islah của miền Bắc sau cuộc bầu cử quốc hội năm 1993. Nam Yemen tuyên bố ly khai khỏi Bắc Yemen vào năm 1994 với tên gọi Cộng hòa Dân chủ Yemen.  Nỗ lực này kết thúc sau khi Bắc Yemen chiếm đóng khu vực này do hậu quả của cuộc nội chiến năm 1994.  Một nỗ lực khác nhằm khôi phục Nam Yemen với tư cách là một quốc gia, với Hội đồng chuyển tiếp miền Nam là chính phủ mới, bắt đầu vào năm 2017 trong khuôn khổ Nội chiến Yemen.

## Lịch sử
Năm 1838, Sultan Muhsin Bin Fadl của Lahej nhượng 194 km2 (75 dặm vuông) bao gồm cả Aden cho người Anh.  Vào ngày 19 tháng 1 năm 1839, Công ty Đông Ấn Anh đổ bộ Thủy quân lục chiến Hoàng gia tại Aden để chiếm lãnh thổ và ngăn chặn các cuộc tấn công của cướp biển chống lại tàu hàng của Anh đến Ấn Độ.  Sau đó, nó trở thành một trung tâm thương mại quan trọng giữa Ấn Độ thuộc Anh và Biển Đỏ, và sau khi kênh Suez được mở vào năm 1869, nó trở thành một trạm than cho các tàu trên đường đến Ấn Độ.  Aden được cai trị như một phần của Ấn Độ thuộc Anh cho đến năm 1937, khi thành phố Aden trở thành Thuộc địa của Aden.  Vùng nội địa Aden và Hadhramaut ở phía đông hình thành phần còn lại của những gì sẽ trở thành Nam Yemen và không do Aden quản lý trực tiếp mà được ràng buộc với Anh bằng các hiệp ước bảo hộ với những người cai trị địa phương của các chính thể truyền thống, cùng được gọi là Chính phủ Bảo hộ Aden.  Sự phát triển kinh tế chủ yếu tập trung ở Aden, và trong khi thành phố phát triển mạnh mẽ, các bang thuộc Tổ chức Bảo hộ Aden lại đình trệ.

### Phi thực dân hoá
Năm 1963, Aden và phần lớn Chính phủ Bảo hộ đã tham gia để thành lập Liên bang Nam Ả Rập với các quốc gia còn lại từ chối gia nhập, chủ yếu ở Hadhramaut, hình thành Liên bang Bảo hộ Nam Ả Rập riêng biệt.  Cả hai chính thể này vẫn gắn bó với Anh với lời hứa độc lập hoàn toàn vào năm 1968. Hai nhóm dân tộc chủ nghĩa, Mặt trận Giải phóng miền Nam Yemen bị chiếm đóng (FLOSY) và Mặt trận Giải phóng Quốc gia (NLF), bắt đầu một cuộc đấu tranh vũ trang được gọi là Khủng hoảng Aden vào ngày 14 tháng 10 năm 1963 chống lại sự kiểm soát của Anh và Liên bang Nam Ả rập với sự đóng cửa tạm thời của Kênh đào Suez vào năm 1967, quân Anh bắt đầu rút quân.  Một phe, Mặt trận giải phóng Quốc gia, đã được mời tham dự Cuộc đàm phán Geneva để ký kết hiệp định độc lập với người Anh.  Trong thời gian chiếm đóng Aden, người Anh đã ký một số hiệp ước bảo hộ với các tiểu vương quốc và tiểu vương quốc địa phương của Liên bang Nam Ả Rập;  tuy nhiên, các bên này đã bị loại khỏi các cuộc đàm phán, và do đó, thỏa thuận nêu rõ "... việc bàn giao lãnh thổ Nam Ả Rập cho (Yemen) NLF ...".  Miền Nam Yemen trở thành Cộng hòa Nhân dân Yemen độc lập vào ngày 30 tháng 11 năm 1967 và Mặt trận Giải phóng Quốc gia củng cố quyền kiểm soát của mình tại đất nước.  Ngày 14 tháng 12 năm 1967, Cộng hoà dân chủ nhân dân Yemen được gia nhập Liên hợp quốc với tư cách là một quốc gia thành viên.
Vào tháng 6 năm 1969, một cánh theo chủ nghĩa Mác của NLF đã giành được quyền lực trong một sự kiện được gọi là Phong trào sửa sai.  Cánh cấp tiến này đã tổ chức lại đất nước thành Cộng hòa Dân chủ Nhân dân Yemen (PDRY) vào ngày 30 tháng 11 năm 1970. Sau đó, tất cả các đảng phái chính trị được hợp nhất thành Mặt trận Giải phóng Quốc gia, đổi tên thành Đảng Xã hội Yemen, trở thành đảng hợp pháp duy nhất.  Cộng hòa Dân chủ Nhân dân Yemen thiết lập quan hệ chặt chẽ với Liên Xô, Cộng hòa Nhân dân Trung Hoa, Cuba và Tổ chức Giải phóng Palestine.  Hiến pháp năm 1968 của Đông Đức thậm chí còn được coi là một loại bản thiết kế cho hiến pháp đầu tiên của PDRY.
 Chính phủ mới bắt tay vào chương trình quốc hữu hóa, đưa ra quy hoạch tập trung, đặt giới hạn về quyền sở hữu và thuê nhà ở, và thực hiện cải cách ruộng đất.  Đến năm 1973, GDP của Nam Yemen tăng 25%. Và bất chấp môi trường bảo thủ và sự phản kháng, phụ nữ trở nên bình đẳng về mặt pháp lý với nam giới, chế độ đa thê, tảo hôn và hôn nhân sắp đặt đều bị luật pháp cấm. Cộng hòa cũng thế tục hóa giáo dục và luật sharia được thay thế bằng một bộ luật pháp lý của tiểu bang.
  Các cường quốc cộng sản lớn đã hỗ trợ trong việc xây dựng các lực lượng vũ trang của Cộng hoà Dân chủ Nhân dân Yemen.  Sự hỗ trợ mạnh mẽ từ Moscow đã giúp lực lượng hải quân Liên Xô tiếp cận các cơ sở hải quân ở Nam Yemen.

### Tranh chấp với Bắc Yemen
Không giống như những thập kỷ đầu của Đông Đức và Tây Đức, Bắc Triều Tiên và Hàn Quốc, hoặc Bắc Việt Nam và Nam Việt Nam, hoặc Trung Quốc và Đài Loan, Cộng hòa Ả Rập Yemen (Bắc Yemen) và Cộng hoà Dân chủ Nhân dân Yemen (Nam Yemen) vẫn tương đối hữu nghị, mặc dù quan hệ  thường xuyên căng thẳng.  Giao tranh nổ ra vào năm 1972, và cuộc xung đột ngắn ngủi đã được giải quyết bằng các cuộc đàm phán, nơi nó được tuyên bố là cuối cùng sẽ xảy ra.
Tuy nhiên, những kế hoạch này đã bị trì hoãn vào năm 1979, khi Nam Yemen tài trợ cho phiến quân Đỏ ở Bắc Yemen, và chiến tranh chỉ bị ngăn chặn bởi sự can thiệp của Liên đoàn Ả Rập.  Mục tiêu thống nhất đã được các nguyên thủ quốc gia miền Bắc và miền Nam tái khẳng định trong cuộc gặp thượng đỉnh tại Kuwait vào tháng 3 năm 1979.
Năm 1980, Abdul Fattah Ismail từ chức và sống lưu vong ở Moscow, vì đã đánh mất niềm tin của các nhà tài trợ của ông vào Liên Xô.  Người kế nhiệm ông, Ali Nasir Muhammad, có lập trường ít can thiệp hơn đối với cả Bắc Yemen và nước láng giềng Oman.

### Nội chiến
Vào ngày 13 tháng 1 năm 1986, một cuộc đấu tranh vũ trang bắt đầu ở Aden giữa những người ủng hộ Ali Nasir và những người ủng hộ Ismail trở về, người muốn lấy lại quyền lực.  Nội chiến Nam Yemen kéo dài hơn một tháng và dẫn đến hàng nghìn người thương vong, Ali Nasir bị lật đổ và Ismail thiệt mạng.  Khoảng 60.000 người, bao gồm cả Ali Nasir bị phế truất, chạy trốn đến Bắc Yemen.  Ali Salim al-Beidh, một đồng minh của Ismail, người đã thành công trong việc thoát khỏi cuộc tấn công nhằm vào các thành viên ủng hộ Ismail trong Bộ Chính trị, sau đó trở thành Tổng bí thư Đảng Xã hội Yemen.

### Cải cách và nỗ lực thống nhất
Trong bối cảnh cải tổ ở Liên Xô, nước ủng hộ chính của Cộng hoà Dân chủ Nhân dân Yemen, cải cách chính trị đã được bắt đầu vào cuối những năm 1980.  Các tù nhân chính trị được trả tự do, các đảng phái chính trị được thành lập và hệ thống tư pháp được coi là công bằng hơn ở miền Bắc.  Vào tháng 5 năm 1988, chính phủ Bắc Yemen và Nam Yemen đã hiểu rằng đã giảm đáng kể căng thẳng bao gồm thỏa thuận gia hạn các cuộc thảo luận liên quan đến thống nhất, thiết lập một khu vực khai thác dầu chung dọc theo biên giới không xác định của họ, phi quân sự hóa biên giới và cho phép người Yemen đi qua biên giới không hạn chế trên  cơ sở của chỉ một thẻ nhận dạng quốc gia.  Vào tháng 11 năm 1989, sau khi trở về từ Chiến tranh Liên Xô-Afghanistan, Osama bin Laden cử al-Qaeda mới thành lập thay mặt cho Ả Rập Xê-út lật đổ chính phủ Nam Yemen nhưng bị Hoàng tử Turki bin Faisal từ chối.  Năm 1990, các bên đã đạt được thỏa thuận đầy đủ về việc cùng quản lý Yemen, và các quốc gia được thống nhất thành Yemen.

## Khôi phục Nam Yemen

Người biểu tình ở Aden kêu gọi khôi phục Nam Yemen vào tháng 10 năm 2011

Kể từ năm 2007, một số người miền Nam đã tích cực biểu tình đòi độc lập, trong một phong trào được gọi là 'Al Hirak' hoặc Phong trào miền Nam.  Trong Nội chiến Yemen 2015, để đối phó với các cuộc tấn công của Houthis và các lực lượng quân đội trung thành với tổng thống bị phế truất của Yemen Ali Abdullah Saleh, các thành viên của  Phong trào miền Nam thành lập các dân quân 'Kháng chiến'.  Kể từ Trận chiến Aden, các nhóm vũ trang này đã tìm cách bảo vệ miền Nam chống lại những âm mưu của Houthi / Saleh nhằm chiếm lấy đất nước và coi tình trạng nội chiến hiện tại như một cơ hội để tiến xa hơn . Vào cuối tháng 1 năm 2018, những người ly khai trung thành với Hội đồng chuyển tiếp miền Nam đã giành quyền kiểm soát thành công trụ sở chính phủ Yemen do Ả Rập Xê-út hậu thuẫn ở Aden chống lại chính phủ Hadi.